# 상무역
상무(스마트저축은행)역(Sangmu (Smart Savings Bank) Station, 尙武驛)은 대한민국 광주광역시 서구 마륵동에 있는 광주 도시철도 1호선의 지하철역이다. 인근에 세정아울렛이 있다. 부역명은 스마트저축은행이다. 하지만 아직 선로측 역명판에는 스마트저축은행 없이 상무,Sangmu와 역명의 한자 및 가타카나만 적혀 있다.용수천 하저터널로 운천역과 연결된다.개업 당시 종착역이었으나 평동역 연장으로 종점 역할을 그만두었다.광주2호선 개통 직전인 2026년 부역명 스마트저축은행이 삭제될 예정이다.

## 역사
인근에 광주교통공사가 있다. 건설명은 시청이었으며, 신도심인 상무 지구를 끼고 있다. 2027년부터 광주 도시철도 2호선과 환승역이 될 예정이다. 광주 도시철도 1호선 역들 중 금남로4가역, 남광주역에 이어 3번째로 승객이 많다.
2004년:종착역으로 개업
2006년:상무역 종착 폐지 

## 역 구조
2면 2선의 상대식 승강장을 가진 지하역이다. 승강장에는 완전밀폐형 스크린도어가 설치되어 있다.
대합실을 통해, 반대편 승강장으로 이동이 가능하다.

### 승강장
| 운천 ↑             |
| \| 상              |
| ↓ 김대중컨벤션센터 |

| 상행 | ● 광주 도시철도 1호선 | 녹동 방면 |
| 하행 | ● 광주 도시철도 1호선 | 평동 방면 |

## 역 주변
- 1번출구

운천저수지, 서창농협마륵지점
- 2번출구

광주교통공사, 광주은행교통공사(출), 대원자동차학원
- 3번출구

치평동행정복지센터, 서부경찰서 북부지구대, 치평초등학교, 우미아파트, 세정아울렛
- 4번출구

전남중학교, 치평동행정복지센터, 서부경찰서상무지구대, 치평초등학교, 전남고등학교, 라인동산아파트, 금호쌍용아파트, SM美(미)성형외과, 신한은행 상무지점, KB증권 상무지점, cpbc 광주가톨릭평화방송, 라마다플라자 광주호텔
- 5번출구

광주광역시청방면, (주)송광여행사, 광주우리병원, 이연안과, 교보생명, KB국민은행 상무지점, (주)닷넷소프트
- 6번출구

시청광장길, 상무1동우체국, (주)예술의전당, 보해

## 승차량 변동
2006년까지의 양은 홈페이지를 통해 공개된 바는 없다. 지속적으로 이용률이 줄어들었으나 2015년 승차량이 약간 늘어났다.
| 역 노선 | 승차 인원 | 승차 인원 | 승차 인원 | 승차 인원 | 승차 인원 | 승차 인원 | 승차 인원 | 승차 인원 | 승차 인원 | 승차 인원 | 승차 인원 |
| 역 노선 | 2007년    | 2008년    | 2009년    | 2010년    | 2011년    | 2012년    | 2013년    | 2014년    | 2015년    | 2016년    | 2017년    |
| ------- | --------- | --------- | --------- | --------- | --------- | --------- | --------- | --------- | --------- | --------- | --------- |
| 1호선   | 6392      | 4615      | 3945      | 3898      | 3910      | 3932      | 3915      | 3908      | 3960      | 4014      | 4101      |

## 인접한 역
| 광주 도시철도 1호선 | 광주 도시철도 1호선   | 광주 도시철도 1호선            |
| ------------------- | --------------------- | ------------------------------ |
| 112 운천 녹동 방면  | ● 광주 도시철도 1호선 | 114 김대중컨벤션센터 평동 방면 |